# Dragonette
Dragonette é uma banda canadense de electropop/new wave/synthpop. É formada pela cantora e compositora Martina Sorbara, o baixista e produtor Dan Kurtz e o baterista Joel Stouffer.
A banda foi criada em 2005, após Dan, um brasileiro que mora no Canadá desde os quatro anos, conhecer Martina (eles são casados). Segundo ele, “um amigo em Nova York levou nossa demo para outro amigo em Londres que, por sua vez, mostrou para o Duran Duran. Eles adoraram e nos convidaram para abrir alguns dos seus shows”.
E foi assim, apadrinhada pelo Duran Duran, que o Dragonette passou a se apresentar em vários shows, festivais e clubes. Até que, em fevereiro de 2007, o vídeo da música “Jesus Doesn’t Love Me”, caiu nas graças do público do YouTube. Logo após, foi a vez do single e do vídeo de “I Get Around” arrebentar.
Seu primeiro álbum, Galore, foi apreciado pelos críticos. Seu segundo álbum, Fixin to Thrill, foi lançado em 2009

## Discografia

### Álbuns
| Ano  | Nome                                                                      | Melhor Posição |
| Ano  | Nome                                                                      | CAN            |
| ---- | ------------------------------------------------------------------------- | -------------- |
| 2007 | Galore - Lançamento: 25 de Setembro, 2007 - Gravadora: Mercury            | 80             |
| 2009 | Fixin to Thrill - Lançamento: 29 de Setembro, 2009 - Gravadora: Universal | 63             |
| 2012 | Bodyparts                                                                 |                |

### EPs
- Dragonette EP (2005)
- Mixin to Thrill (2010)

## Singles
| Ano  | Single               | Melhor posição | Melhor posição | Álbum           |
| Ano  | Single               | CAN            | UK             | Álbum           |
| ---- | -------------------- | -------------- | -------------- | --------------- |
| 2007 | "I Get Around"       | 57             | 92             | Galore          |
| 2007 | "Take It Like a Man" | –              | 112            | Galore          |
| 2008 | "Competition"        | –              | –              | Galore          |
| 2009 | "Fixin to Thrill"    | –              | –              | Fixin to Thrill |
| 2009 | "Pick Up the Phone"  | 28             | –              | Fixin to Thrill |
| 2010 | "Easy"               | –              | –              | Fixin to Thrill |
| 2010 | "Our Summer"         | -              | -              | Mixin to Thrill |

### Participações com outros artistas
| Ano  | Single                                                  | Melhor Posição | Melhor Posição | Álbum                |
| Ano  | Single                                                  | CAN            | FRA            | Álbum                |
| ---- | ------------------------------------------------------- | -------------- | -------------- | -------------------- |
| 2009 | "Boys & Girls" (Martin Solveig featuring Dragonette)    | –              | 17             | C'est La Vie Remixes |
| 2010 | "Fire in Your New Shoes" (Kaskade featuring Dragonette) | 69             | –              | Dynasty              |
| 2010 | "Hello" (Martin Solveig feat. Dragonette)               | 8              | –              | Smash                |
| 2015 | "Get Some Freedom" (Big Data feat. Dragonette)          | –              | –              | 2.0                  |